# Цакановац
Цакановац (на сръбски: Цакановац или Cakanovac; на албански: Cakanoci) е село в Югоизточна Сърбия, Пчински окръг, община Прешево.

## Население
Според преброяването на населението от 2002 г. селото има 221 жители.

### Етнически състав
Данните за етническия състав на населението са от преброяването през 2002 г.
- сърби – 186 жители (84,16%)
- албанци – 32 жители (14,47%)
- македонци – 3 жители (1,35%)